# Coupe de France 1967/68
Het seizoen 1967/68 was het 51e seizoen van de Coupe de France in het voetbal. Het toernooi werd georganiseerd door de Franse voetbalbond.
Dit seizoen namen er net als in het vorige seizoen 1378 clubs deel. De competitie ging in de zomer van 1967 van start en eindigde op 12 mei 1968 met de finale in het Stade Olympique Yves-du-Manoir in Colombes. De finale werd gespeeld tussen AS Saint-Étienne (voor de derde keer finalist) en Girondins Bordeaux (voor de zesde keer finalist). AS Saint-Étienne veroverde voor de tweede keer de beker door Girondins Bordeaux met 2-1 te verslaan.
AS Saint-Étienne behaalde als zevende club de dubbel (landstitel en beker) in het Franse voetbal. Als landskampioen vertegenwoordigde AS Saint-Étienne Frankrijk in de Europacup I, als bekerfinalist nam Girondins Bordeaux de plaats in de Europacup II 1968/69 in.

## Uitslagen

### 1/32 finale
De wedstrijden werden tussen 13 en 24 januari gespeeld. De beslissingswedstrijden op 17 (Red Star - Reims), 21 (Aulnoye - Évreux) en 27 januari (Metz - Entente BFN). De 20 clubs van de Division 1 kwamen in deze ronde voor het eerst in actie.
| Winnaar             | Uitslag     | Verliezer              |
| ------------------- | ----------- | ---------------------- |
| AS Saint-Étienne    | 2-1         | RC Paris-Sedan         |
| Girondins Bordeaux  | 4-0         | Coqs Rouges Bordeaux   |
| US Quevilly         | 2-0 nv      | Stade Hénin            |
| AS Angoulême        | 2-0         | Pau FC                 |
| FC Metz             | 2-2 nv; 3-1 | Entente BFN            |
| RC Strasbourg       | 1-0         | CS Pierrots Strasbourg |
| US Dunkerque        | 1-0         | Lille OSC              |
| FC Sochaux          | 5-1         | SEC Bastia             |
| SCO Angers          | 3-1         | Stade Saint-Brieuc     |
| Gazélec FCO Ajaccio | 2-1 nv      | AS Monaco              |
| Olympique Lyon      | 1-0         | FC Sète                |
| FC Rouen            | 2-0         | Racing Calais          |
| AS Nancy            | 2-0         | FC Mulhouse            |
| Red Star Paris      | 0-0 nv; 2-1 | Stade Reims            |
| OGC Nice            | 2-1         | FC Villefranche        |
| FC Nantes           | 10-0        | Stade Dinan            |

| Winnaar                  | Uitslag     | Verliezer           |
| ------------------------ | ----------- | ------------------- |
| USM Malakoff             | 3-0         | FC Grenoble         |
| RC Lens                  | 1-0         | SC Abbeville        |
| AC Mouzon                | 2-0         | Stade Laval         |
| Olympique Nîmes          | 1-0         | Olympique Marseille |
| Olympique Avignon        | 2-1 nv      | AS Béziers          |
| AC Arlès                 | 2-2 nv; 1-0 | EDS Montluçon       |
| CS Laïque Dijon          | 2-1         | RCFC Besançon       |
| US Montélimar            | 2-1         | AS Cannes           |
| US Valenciennes-Anzin    | 1-0         | US Granville        |
| AC Ajaccio               | 3-1 nv      | Stade Rennes        |
| Sporting Toulon          | 1-0         | AS Aix              |
| ECAC Chaumont            | 4-2         | Amiens SC           |
| Stade Brest              | 1-0         | Limoges FC          |
| Union Clissons-Korrigans | 1-0         | Jeunesse Villenave  |
| AS Aulnoye               | 1-1 nv; 2-1 | AC Évreux           |
| FC Annecy                | 3-2         | FC Bourges          |

### 1/16 finale
De wedstrijden werden op 10 (Girondins - Gazélec) en 11 februari gespeeld, de beslissingswedstrijden op 18 en 21 (Metz - Avignon).
| Winnaar            | Uitslag     | Verliezer         |
| ------------------ | ----------- | ----------------- |
| AS Saint-Étienne   | 4-0         | USM Malakoff      |
| Girondins Bordeaux | 1-0         | RC Lens           |
| US Quevilly        | 4-0         | AC Mouzon         |
| AS Angoulême       | 2-1         | Olympique Nîmes   |
| FC Metz            | 1-1 nv; 1-0 | Olympique Avignon |
| RC Strasbourg      | 0-0 nv; 2-0 | AC Arlès          |
| US Dunkerque       | 3-0         | CS Laïque Dijon   |
| FC Sochaux         | 1-0 nv      | US Montélimar     |

| Winnaar             | Uitslag     | Verliezer                |
| ------------------- | ----------- | ------------------------ |
| SCO Angers          | 1-0         | US Valenciennes-Anzin    |
| Gazélec FCO Ajaccio | 2-2 nv; 1-0 | AC Ajaccio               |
| Olympique Lyon      | 1-0         | Sporting Toulon          |
| FC Rouen            | 2-0         | ECAC Chaumont            |
| AS Nancy            | 2-1 nv      | Stade Brest              |
| Red Star Paris      | 3-0         | Union Clissons-Korrigans |
| OGC Nice            | 2-1         | AS Aulnoye               |
| FC Nantes           | 1-0 nv      | FC Annecy                |

### 1/8 finale
De wedstrijden werden op 8 (Sochaux - Nantes) en 10 maart gespeeld, de enige beslissingswedstrijd op 13 maart.
| Winnaar            | Uitslag | Verliezer           |
| ------------------ | ------- | ------------------- |
| AS Saint-Étienne   | 2-1     | SCO Angers          |
| Girondins Bordeaux | 2-0     | Gazélec FCO Ajaccio |
| US Quevilly        | 1-0     | Olympique Lyon      |
| AS Angoulême       | 2-0     | FC Rouen            |

| Winnaar       | Uitslag     | Verliezer      |
| ------------- | ----------- | -------------- |
| FC Metz       | 2-1         | AS Nancy       |
| RC Strasbourg | 0-0 nv; 1-0 | Red Star Paris |
| US Dunkerque  | 1-0         | OGC Nice       |
| FC Sochaux    | 2-1         | FC Nantes      |

### Kwartfinale
De wedstrijden werden op 30 (Quevilly - Dunkerque) en 31 maart gespeeld, de enige beslissingswedstrijd op 4 april.
| Winnaar            | Uitslag     | Verliezer     |
| ------------------ | ----------- | ------------- |
| AS Saint-Étienne   | 1-0         | FC Metz       |
| Girondins Bordeaux | 1-1 nv; 2-1 | RC Strasbourg |
| US Quevilly        | 4-0         | US Dunkerque  |
| AS Angoulême       | 2-1 nv      | FC Sochaux    |

### Halve finale
De wedstrijden werden op 17 april en 1 mei (Saint-Étienne - Quevilly) en op 20 april (Girondins - Angoulême) en gespeeld.
| Winnaar            | Uitslag     | Verliezer    |
| ------------------ | ----------- | ------------ |
| AS Saint-Étienne   | 1-1 nv; 2-1 | US Quevilly  |
| Girondins Bordeaux | 2-1 nv      | AS Angoulême |

### Finale
De wedstrijd werd op 12 mei 1968 gespeeld in het Stade Olympique Yves-du-Manoir in Colombes voor 33.959 toeschouwers. De wedstrijd stond onder leiding van scheidsrechter Roger Barde.
| Winnaar                                       | Uitslag | Finalist           |
| --------------------------------------------- | ------- | ------------------ |
| AS Saint-Étienne                              | 2-1     | Girondins Bordeaux |
| Rachid Mekhloufi 30' Rachid Mekhloufi (s) 78' |         | 5' Edouard Wojciak |

1917/18 · 1918/19 · 1919/20 · 1920/21 · 1921/22 · 1922/23 · 1923/24 · 1924/25 · 1925/26 · 1926/27 · 1927/28 · 1928/29 · 1929/30 · 1930/31 · 1931/32 · 1932/33 · 1933/34 · 1934/35 · 1935/36 · 1936/37 · 1937/38 · 1938/39 · 1939/40 · 1940/41 · 1941/42 · 1942/43 · 1943/44 · 1944/45 · 1945/46 · 1946/47 · 1947/48 · 1948/49 · 1949/50 · 1950/51 · 1951/52 · 1952/53 · 1953/54 · 1954/55 · 1955/56 · 1956/57 · 1957/58 · 1958/59 · 1959/60 · 1960/61 · 1961/62 · 1962/63 · 1963/64 · 1964/65 · 1965/66 · 1966/67 · 1967/68 · 1968/69 · 1969/70 · 1970/71 · 1971/72 · 1972/73 · 1973/74 · 1974/75 · 1975/76 · 1976/77 · 1977/78 · 1978/79 · 1979/80 · 1980/81 · 1981/82 · 1982/83 · 1983/84 · 1984/85 · 1985/86 · 1986/87 · 1987/88 · 1988/89 · 1989/90 · 1990/91 · 1991/92 · 1992/93 · 1993/94 · 1994/95 · 1995/96 · 1996/97 · 1997/98 · 1998/99 · 1999/00 · 2000/01 · 2001/02 · 2002/03 · 2003/04 · 2004/05 · 2005/06 · 2006/07 · 2007/08 · 2008/09 · 2009/10 · 2010/11 · 2011/12 · 2012/13 · 2013/14 · 2014/15 · 2015/16 · 2016/17 · 2017/18 · 2018/19 · 2019/20 · 2020/21 · 
2021/22 · 2022/23 · 2023/24 · 2024/25 ·